# Női 4 × 200 méteres gyorsváltó a 2017-es úszó-világbajnokságon
A 2017-es úszó-világbajnokságon a női 4 × 200 méteres gyorsváltó versenyszámának döntőjét Budapesten rendezték, a Duna Arénában. A győztes az Egyesült Államok váltója lett, míg Késely Ajna, Jakabos Zsuzsanna, Verrasztó Evelyn és Hosszú Katinka váltója a hatodik helyen végzett.